# امپراتور مونتوکو
امپراتور مونتوکو (به ژاپنی: 文徳天皇 Montoku)؛ زاده ۲۲ ژانویه ۰۸۲۶ درگذشته) پنجاه و پنجمین امپراتور ژاپن بود.